# Platypygus chrysanthemi
Platypygus chrysanthemi is een vliegensoort uit de familie van de Mythicomyiidae. De wetenschappelijke naam van de soort is voor het eerst geldig gepubliceerd in 1844 door Loew.